# Батурин, Юрий Анатольевич
Ю́рий Анато́льевич Бату́рин (род. 13 августа 1972, Ставидла, Кировоградская область, Украинская ССР, СССР) — российский актёр театра и кино.

## Биография
Юрий Батурин родился 13 августа 1972 года в селе Ставидла Кировоградской области Украинской ССР. Отец — Анатолий Валентинович Батурин (род. 1946), военнослужащий, связист в авиации, воевал в Афганистане. Мать — Светлана Ивановна Батурина, учительница.
С четырнадцати лет жил и учился в городе Днепропетровске.
В 1987 году поступил на кукольное отделение Днепропетровского театрального училища (руководитель курса — Яков Самуилович Шифрин). На актёрское отделение Юрия не приняли из-за низкого роста, после чего он усердно начал заниматься лёгкой атлетикой и за один год вырос на тринадцать сантиметров. В результате ему предложили покинуть кукольное отделение, так как высокий рост сделал его профнепригодным. Проучившись там один год, он забрал документы и поступил на актёрское отделение этого же училища (руководитель курса — Нелли Михайловна Пинская, мастер — Лариса Ивановна Луговая). По окончании училища в 1992 году по специальности «Актёр драматического театра» по распределению был направлен на работу в Днепропетровский театр юного зрителя, где должен был быть введён в спектакль «Зайкина семья» на роль третьего зайца. К такой профессиональной «перспективе» Юрий оказался не готов и решил бежать в Москву поступать в театральный институт.
В 1996 году окончил режиссёрский факультет по специальности «Актёрское искусство» Российской академии театрального искусства (РАТИ—ГИТИС) в Москве (мастерская Марка Анатольевича Захарова), и был уверен в том, что после получения диплома о высшем образовании будет приглашён на работу в Московский государственный театр «Ленком», на сцене которого, будучи студентом, уже играл в массовке и репетировал роль Трубадура. Но в это время художественный руководитель и главный режиссёр «Ленкома» Марк Захаров уехал на очень серьёзную операцию с длительной реабилитацией, а в его отсутствие администрация театра не проявила интереса к молодому актёру и не нашла для него места в прославленной труппе. Получив этот жестокий удар судьбы, Юрий Батурин даже не пошёл получать диплом, и в отчаянии ушёл из профессии. Диплом забрал только спустя два-три года.
Возвращаться на Украину Юрий не хотел ни при каких обстоятельствах и, оставшись в Москве, сменил множество профессий: работал в дорогом ресторане, находящемся в режиссёрском корпусе Щукинского училища, начиная от бармена и заканчивая главным администратором, занимался доставкой. Был водителем-механиком, дальнобойщиком (по прозвищу «Артист») — за два года объездил практически всю европейскую часть России на «КрАЗах», «Уралах», «КамАЗах». Потом ушёл в издательское дело — работал рекламным агентом, выпустил первый номер очень известного модного каталога.
В 2005 году, в возрасте тридцати трёх лет, вернулся в актёрскую профессию, поначалу снимаясь в эпизодических ролях в кинофильмах и телесериалах. Первую главную роль (Олег Сухов) исполнил в 2008 году в украинском телесериале «Сила притяжения». Широкую известность получил после выхода на экраны российского телесериала «Знахарь» (2008) режиссёра Вячеслава Никифорова, где сыграл главную роль Константина Разина по прозвищу «Знахарь».

## Общественно-политическая деятельность
Юрий Батурин является членом Всероссийской политической партии «Единая Россия».
В апреле 2016 года принял участие в праймериз Орловского регионального отделения «Единой России» по выборам в Орловский областной совет народных депутатов.
24 июля 2016 года был зарегистрирован в качестве кандидата в депутаты Орловского областного совета народных депутатов по избирательному округу № 9, при этом в разделе «занимаемая должность» (или «род занятий») заявления о регистрации было указано «Индивидуальный предприниматель Батурин Юрий Анатольевич».
В 2022 году поддержал вторжение России на Украину, повторив нарратив российской пропаганды, заявил что «Украина как государство будет обнулено» и «Путин — это инструмент Господа Бога».

### Личная жизнь
- Жена — Ирина, была моделью, затем работала директором престижного дома моды. Юрий познакомился с ней в 1996 году, будучи барменом в ресторане, которым владела Алла Пугачёва. Ирина тогда принимала участие в очередном показе мод. С тех пор пара вместе[4]. Поженились в 1997 году[1][3].
  - Сын — Богдан (род. 7 января 2013). Имя получил как «Богом данный», так как родился в Рождество Христово[1][4].

## Творчество

### Роли в театре
- 2011 — «Уроки любви» / «Школа любви», антрепризный спектакль по пьесе Гарсона Кейнина «Новорождённая» (Творческое объединение «Телетеатр»; режиссёр — Валерий Саркисов) — Марат, журналист[11]
- 2020 — н.в. — «Зигзаг удачи» / «Колесо фортуны», антрепризный спектакль по роману Юрия Полякова «Козлёнок в молоке»
- 2022 — н.в. — «Наследник», антрепризный спектакль по пьесе Александр де ла Пательер (Alexandre de La Patelliere) и Матьё Делапорт (Matthieu Delaporte) «Имя»

### Фильмография
1. 2005 — Адвокат 3 (серия № 3 «Ложь») — Леонид Пурыгин, актёр театра, любовник жены актёра Олега Сизова Галины, муж Светланы Михайловны[12]
2. 2006 — Автономка — Игорь Казанцев («Молот»)
3. 2006 — Золотая тёща — Лев Бакулин
4. 2006 — Аэропорт 2 (серия № 25 «Доказательство») — Алекс, помощник Василия Кузнецова
5. 2006 — Женские истории (серия № 22 «Чистые помыслы») — Сергей
6. 2007 — Закон и порядок. Преступный умысел (фильм № 6 «Аристократ») — Феликс Романов, он же Фёдор Кузнецов
7. 2007 — Морозов — Егор Крутов, оперуполномоченный, ближайший сподвижник Морозова
8. 2007 — Судебная колонка (серия № 8 «Квартира для ветерана») — Фёдор Синельников
9. 2008 — Сила притяжения (Украина) — Олег Сухов
10. 2008 — Знахарь — Константин Александрович Разин, в СИЗО получивший прозвище «Знахарь» (озвучивание — Александр Рахленко)
11. 2008 — Кружева — Анатолий
12. 2009 — 2011 — Обручальное кольцо — Сергей Викторович Гаврилов, бизнесмен, муж Анастасии, позже муж Ульяны
13. 2009 — Ещё один шанс (Украина) — Арсений Иванов
14. 2009 — Люди Шпака — Иван Педрович Гомес, капитан милиции
15. 2009 — Морской патруль (серия № 9) — Влад, клоун-красавчик
16. 2009 — Морской патруль 2 — Влад
17. 2009 — Вербное воскресенье — Алексей Егорович Громов, танцовщик, друг Оксаны
18. 2010 — Энигма (серия № 1 «Беловодье») — учитель ариев
19. 2010 — 2012 — Ефросинья — Дмитрий Троицкий, егерь
20. 2010 — Земский доктор — Андрей, послушник
21. 2011 — Метод Лавровой — Игорь Георгиевич Леоновский, известный адвокат, приглашённый лектор в Академии МВД
22. 2011 — 20 лет без любви — Виктор Петрович Бурносов, бизнесмен, конкурент Кричевского
23. 2011 — Формат А4 — Кирилл, муж Антонины
24. 2011 — Счастливчик Пашка — Андрей Бобров
25. 2011 — Группа счастья — адвокат Амалии Веретенниковой
26. 2012 — Самара — Игорь Сенцов, врач службы скорой медицинской помощи
27. 2012 — Страсти по Чапаю — Дмитрий Андреевич Фурманов, комиссар 25-й стрелковой дивизии РККА
28. 2012 — Пять лет и один день — Иван Зуев, муж Мирославы
29. 2012 — Человек (короткометражный) — Марк, участник эксперимента
30. 2013 — Метод Лавровой 2 — Игорь Георгиевич Леоновский, известный адвокат, приглашённый лектор в Академии МВД
31. 2013 — Торговый центр — Игорь Белецкий, младший брат Сергея Белецкого, помощник Фадеева
32. 2013 — Отель «Президент» — Борис Крылов, заместитель управляющего отелем
33. 2013 — Любовь из пробирки — Валерий Уваров
34. 2013 — Бывшая жена — Кирилл Валентинович Попов, бывший муж Натальи, отец Данилы
35. 2013 — Простая жизнь — Сергей Шмелёв
36. 2013 — Берега моей мечты — Лев Агеев, учёный, однокурсник Елены Колмогоровой
37. 2013 — Жить дальше — Игорь Володин, банкир
38. 2013 — Проверка на любовь — Пётр, муж Надежды Буряковой
39. 2013 — Василиса — Немеровский, генерал
40. 2013 — Морские дьяволы. Смерч — Шамиль, главарь преступной группировки, отец Руслана
41. 2014 — Самара 2 — Игорь Сенцов, врач службы скорой медицинской помощи
42. 2014 — Письма на стекле — Глеб Черногоров
43. 2014 — Профессионал — Владимир Рихтер, майор ФСБ РФ
44. 2014 — Доктор Смерть — Аркадий Ярцев, директор ветеринарной клиники
45. 2015 — Письма на стекле. Судьба — Глеб Черногоров
46. 2015 — Осколки счастья — Дмитрий Евгеньевич Кораблёв, врач-стоматолог, вдовец, отец троих детей
47. 2015 — Синдром недосказанности — Владимир Игоревич Макаров, бизнесмен, муж Ольги Юрьевны, отец Юлии
48. 2015 — Восхождение на Олимп — Андрей Валерьевич Валевский, капитан КГБ СССР
49. 2015 — Цена любви — Вячеслав Денисов, бизнесмен, муж Елены
50. 2015 — Погоня за прошлым — Владислав Андреевич Ильин, майор следственного комитета
51. 2016 — Женщина его мечты — Игорь Владимирович Северский, врач
52. 2016 — Осколки счастья 2 — Дмитрий Евгеньевич Кораблёв, врач-стоматолог, вдовец, отец троих детей
53. 2016 — Нераскрытый талант — Григорий Вишневецкий, главный режиссёр театра, бывший муж актрисы Марины Майской
54. 2016 — Женщина с лилиями — Борис Рокотов
55. 2016 — Гончие 6 (фильм № 4 «Ящик Пандоры») — Олег Михеев («Кавалер»)
56. 2016 — Цена лжи (короткометражный) — Игорь Ильин, журналист
57. 2016 — Осиное гнездо — Роман Экслер, пластический хирург
58. 2016 — Личное пространство — Владимир Сергеевич Колосков, профессор
59. 2017 — Заложница — Олег Привалов, хирург и владелец медицинского центра трансплантологии
60. 2017 — Любовь со всеми остановками — Сергей Леонидович
61. 2017 — Как вернуть мужа за тридцать дней — Олег
62. 2017 — Сжигая мосты — Михаил Кравченко, бизнесмен
63. 2017 — Отель счастливых сердец — Михаил Колесников, управляющий банком, одноклассник Веры
64. 2017 — Ожидается ураганный ветер / Ozhidaetsya uragannyy veter — Михаил Шведов, совладелец аэроклуба, сбежавший из тюрьмы убийца
65. 2017 — Опасный круиз — Сергей Николаевич Шелест, начальник Лики Ракитиной
66. 2018 — Нераскрытый талант 2 — Григорий Вишневецкий, главный режиссёр театра, бывший муж актрисы Марины Майской
67. 2018 — Нарисованное счастье — Антон Тихонов, адвокат, владелец адвокатской фирмы, муж Валерии, отец Кирилла
68. 2018 — В чужом краю — Виктор, муж Галины Кутеповой
69. 2018 — Сердечные раны — Юрий Дмитриевич Смирнов, кардиохирург, сотрудник медицинского кардиологического центра, муж Екатерины Геннадьевны, зять академика Тахтамышева
70. 2018 — Колдовское озеро — Сергей Владимирович Леонтьев, следователь по особо важным делам Следственного комитета РФ, одноклассник и первая любовь Виктории Леонидовны Пекарской[13]
71. 2018 — Счастье можно дарить — Алексей Акулов, владелец завода, отец Екатерины
72. 2018 — Самая любимая — Дмитрий Алексеевич Савицкий, владелец архитектурно-строительного холдинга «Арк-Строй», отец Елизаветы
73. 2019 — Маруся — Виталий
74. 2019 — Озноб — Егор Арсеньев, муж переводчицы Ирины, любовник «Леди»
75. 2019 — Синее озеро — Вадим Туманов, муж Нины
76. 2019 — Вторжение — Крылов
77. 2019 — Двенадцать часов — Токарев, глава службы безопасности криминального бизнесмена Комаровского («Ладоги»)
78. 2019 — Сашкина удача — Виктор Рыбаков, отчим Саши, Алика и Вовки
79. 2019 — Кривое зеркало любви — Дмитрий Литвинов, врач-хирург
80. 2019 — Отчаянные — «Санитар», киллер
81. 2019 — Союз спасения — Александр Иванович Чернышёв, генерал-адъютант
82. 2019 — Поздний срок — Дмитрий Сергеевич Авдеев, сотрудник «Бюро авторских расследований Смирнова» («БАРСа»), друг Валерии Смирновой
83. 2019 — Идеальный брак — Михаил Орлов, муж Елены
84. 2019 — Преимущество двух слонов — Игорь, муж Лики
85. 2019 — Обманутые надежды — Антон Ермолов, партнёр по бизнесу Лизы Новиковой
86. 2020 — Грозный — Михаил Иванович Воротынский, русский воевода
87. 2020 — Беспринципные — Ожегов, олигарх
88. 2020 — Не в деньгах счастье 2 — Родион Михайлович Щедров, партнёр президента «Тербанка» Григория Петровича Довбыша
89. 2020 — Ровесники — Максим
90. 2020 — Одно лето и вся жизнь — Юрий Александрович Вольский («Волк»), бизнесмен из Москвы, муж Веры, отец Ники
91. 2021 — Хрустальное счастье — Александр, муж Марины, отец Евгения
92. 2021 — Женская версия. Знак совы — Альберт Вагнер, наёмный менеджер компании Александра Зыкова «Альберт Вагнер рекордз» в Германии, жених дочери Лары и матери Татьяны Алёны
93. 2021 — Там, где не бывает снега — Никита Ершов, журналист интернет-портала студии «Инсайт», бывший военный корреспондент
94. 2021 — Беспринципные 2 — Ожегов, олигарх
95. 2021 — Берёзовая роща — Николай Васильевич Забелин, крупный советский чиновник, архитектор, профессор, муж Киры Константиновны, отец Веры, Екатерины и Максима, дед Андрея
96. 2022 — Берёзовая роща 2 — Николай Васильевич Забелин, крупный советский чиновник, архитектор, профессор, муж Киры Константиновны, отец Веры, Екатерины и Максима, дед Андрея
97. 2022 — Календарь ма(й)я — папа Глеба
98. 2022 — Ангел мести — Евгений Борисович Колодин
99. 2022 — За всех в ответе ― Сергей
100. 2022 — Аутсайдер ― Юрий Александрович Эффендиев, полковник полиции
101. 2023 — Острое блюдо — Вадим
102. 2023 — По воле случая — Андрей Крылов
103. 2023 — Комитет спасения — Руденский
104. 2023 — Дорога к счастью — Вадим
105. 2024 — Варшава'21 — Вит Новак
106. 2024 — 10 дней до весны — Горобченко
107. 2025 — Тюремный дневник — Уолтер Эмерсон

### Телевидение
- 2011 — «Стиляги-шоу с Максимом Галкиным» на телеканале «Россия 1» (эфир — 4 декабря 2011 года)
- 2010—2011 — «Оливье-шоу» на «Первом канале»
- 2013 — «Модный приговор» на «Первом канале» (эфир — 2 апреля 2013 года)
- 2013 — «Они и мы» на «Первом канале» (эфир — 26 декабря 2013 года)
- 2014 — «О самом главном» на телеканале «Россия-1» (эфир — 9 октября 2014 года)
- 2016 — «Приют комедиантов» на телеканале «ТВ Центр» (эфир — 23 сентября 2016 года)
- 2018 — «Судьба человека» с Борисом Корчевниковым на телеканале «Россия-1» (эфир — 3 декабря 2018 года)[1]

## Награды
- 2016 — специальный приз имени Михаила Пуговкина на ХVII Международном телекинофоруме «Вместе» в Ялте (в 2016 году телекинофорум проводился в Москве) — за исполнение главной роли профессора Владимира Колоскова в телесериале «Личное пространство»[14].